# Карпуси
Карпуси (укр. Карпусі) — село,
Кировский сельский совет,
Полтавский район,
Полтавская область,
Украина.
Код КОАТУУ — 5324081405. Население по переписи 2001 года составляло 73 человека.

## Географическое положение
Село Карпуси находится на правом берегу реки Полузерье в месте впадения в неё реки Дедова Балка,
выше по течению на расстоянии в 0,5 км расположено село Абазовка,
ниже по течению на расстоянии в 2,5 км расположено село Косточки,
на противоположном берегу — село Рожаевка.
Река в этом месте извилистая, образует лиманы, старицы и заболоченные озёра.
Рядом проходят автомобильная дорога М-03 и
железная дорога, станция Платформа 303 км в 1,5 км.